# Митино (Нерехтский район)
Митино — опустевшая деревня в Нерехтском районе Костромской области. Входит в состав Волжского сельского поселения.

## География
Находится в юго-западной части Костромской области на расстоянии приблизительно 25 км на восток по прямой от районного центра города Нерехта.

## История
Деревня известна с 1872 года, когда здесь было учтено 22 двора, в 1907 году отмечено было 28 дворов.

## Население
Постоянное население составляло 131 человек (1872 год), 159 (1897), 165 (1907), 0 как в 2002 году, так и в 2022.